# Ōtsuchi (Iwate)
Ōtsuchi (jap. 大槌町, -chō) ist eine japanische Kleinstadt im Landkreis Kamihei in der Präfektur Iwate.

## Geographie

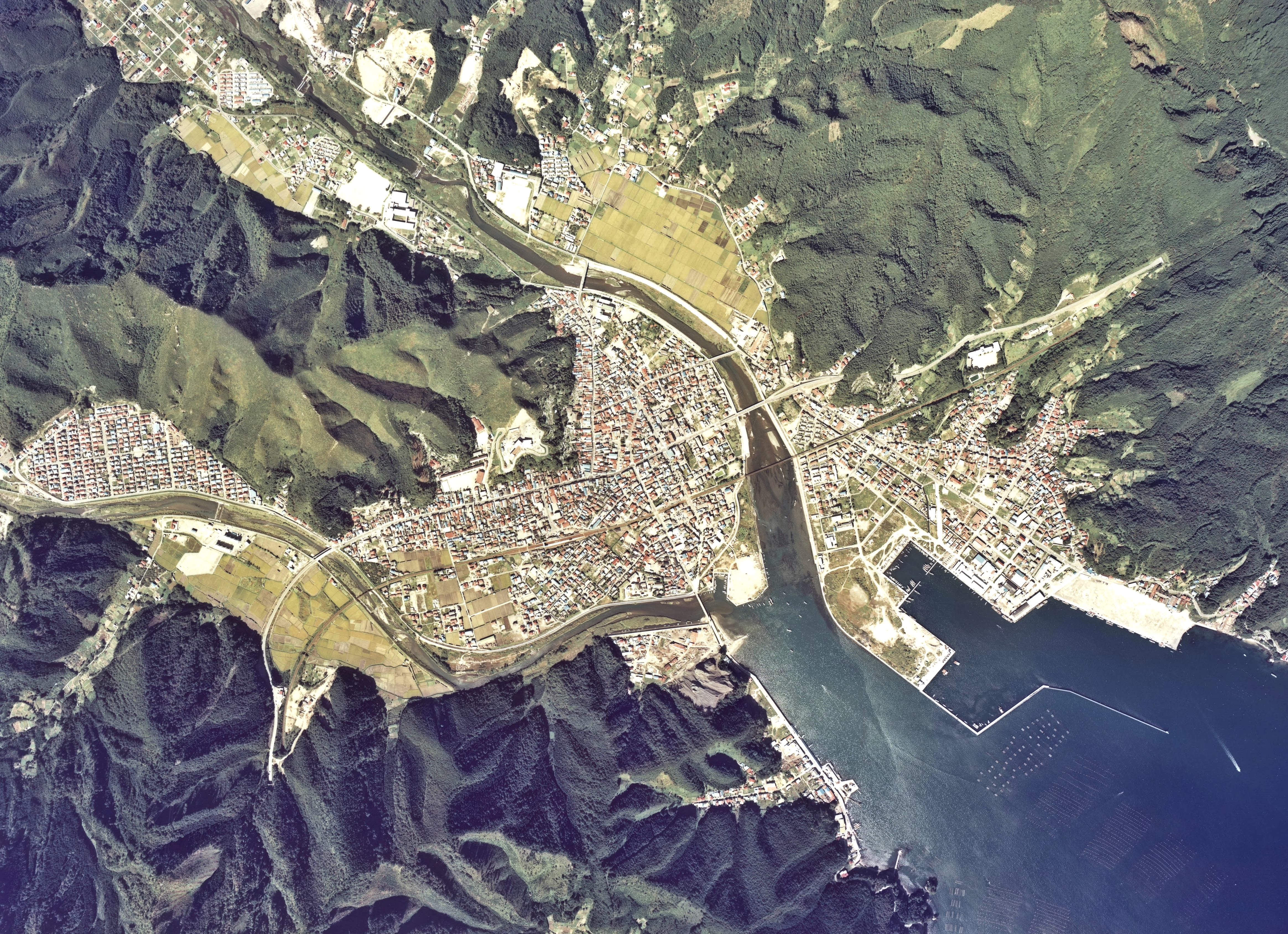
Stadtzentrum Ōtsuchi (aus 2 Luftaufnahmen von 1977 zusammengesetztes Luftbild in Farbe), erstellt vom MLIT

Die Gemeinde liegt an der pazifischen Sanriku-Küste, 50 km nördlich von Rikuzentakata. Die Geometrie der Gegend von Ōtsuchi ist mit ihren steilen und schmalen Buchten typisch für die Ria-Küste.
Die Stadt Ōtsuchi liegt in dem alluvialen Schwemmkegel, der von den beiden Flüssen gebildet wird, zwischen denen er liegt – dem Ōtsuchi im Norden und dem Kozuchi im Süden. Der Oyashio-Meeresstrom, der vom Beringmeer südwärts in das Gebiet vor Ōtsuchi fließt, hat ganzjährig Einfluss auf dessen Klimat, indem die Sommer kühl und die Winter verhältnismäßig gemäßigt ausfallen.
Der Südteil mit dem Ortszentrum befindet sich am Nord- und Nordwestufer der Ōtsuchi-Bucht (大槌湾, Ōtsuchi-wan), einer langgestreckten, bergumsäumten Bucht zwischen der Hakozaki-Halbinsel (箱崎半島, Hakozaki-hantō), des benachbarten Kamaishi im Süden, mit dem Mihako-Kap (御箱埼, Mihako-zaki) als Ende, sowie der Kirikiri-Halbinsel (吉里吉里半島, Kirikiri-hantō) im Norden mit der vorgelagerten Insel Noshima (野島), deren Kap Samehana (鮫鼻, dt. „Hainase“) das Nordende markiert. Auf der gegenüberliegenden Seite der Kirikiri-Halbinsel befindet sich die Funakoshi-Bucht (船越湾, Funakoshi-wan), deren Südufer ebenfalls zur Gemeinde gehört. Direkt an die Küste schließt sich das Kitakami-Bergland an, so dass sich die Besiedlung auf die Küste konzentriert, sowie teilweise die Flusstäler.　Die höchste Erhebung auf dem Gemeindegebiet ist der Kujira-san (鯨山) mit 610,2 m auf der Grenze zu Yamada, das sich auch auf der gegenüberliegenden Seite der Funakoshi-Bucht befindet. Im Nordwesten grenzt die Gemeinde an Miyako, sowie auf einem kleinen Zipfel im Westen an Tōno.
Die Gemeinde besteht aus 17 Ortsteilen:
Das Dorf Kirikiri (吉里吉里) als nördlichster Ortsteil grenzt – anders als andere Fischerdörfer im Ōtsuchi-Gebiet wie Akahama, Ando und das Ōtsuchi-Downtowngebiet selbst – nicht an die Ōtsuchi-Bucht, sondern liegt an der Funakoshi-Bucht. Das Dorf ist von einer Anzahl von Bergen umgeben. Nur das Küstengebiet Kirikis im Norden mit seinem weißen Sandstrand und kleinem Fischereihafen öffnet sich zum Meer hin.
Auf der gegenüberliegenden Seite der gleichnamigen Halbinsel, am Nordufer der Ōtsuchi-Bucht befindet sich Akahama (赤浜). Am Nordwestufer in unmittelbarer Nähe befindet sich das Ortszentrum in einer trichterförmigen Flussdoppelmündung mit den Ortsteilen, im entgegengesetzten Uhrzeigersinn, Minatomachi (港町, „Hafenbezirk“), Ando (安渡), Shinminatomachi (新港町, „neuer Hafenbezirk“), Shinchō (新町, „neuer Bezirk“), Suehirochō (末広町), Ōmachi (大町, „großer Bezirk“), Honchō (本町, „Hauptbezirk“), Kamichō (上町, „unterer Bezirk“), Sakaechō (栄町) und Sukachō (須賀町). Entlang des nördlichen Flusses Ōtsuchi-gawa (大槌川, „großer Hammerfluss“) der Doppelmündung, folgen dann am Unterlauf die Ortsteile Ōtsuchi (大槌), Ogakuchi (大ケ口) und dann nach mehreren Kilometern tief in den Bergen Kanezawa (金澤), sowie entlang des Unterlaufs des südlichen Flusses Kozuchi-gawa (小鎚川, „kleiner Hammerfluss“) die Ortsteile Kozuchi (小鎚) und Sakuragichō (桜木町).
Da sich das Ortszentrum mit dem Gros der Bevölkerung am Ende einer langgestreckten Bucht in der trichterförmigen Flussmündung mit aufsteigenden Bergen befindet, wirken sich Tsunamis besonders verheerend aus.

## Geschichte
Das Gebiet der Stadt Ōtsuchi kann mit einer 7000-jährigen Siedlungsgeschichte aufwarten, die von der frühen Jōmon-Zeit bis in die heutige Zeit reicht.
Mit dem Beginn der Meiji-Ära im Jahr 1868 löste die Nachbarstadt Kamaishi, die sich zum Geburtsort der modernen japanischen Eisenschmieden entwickelte, Ōtsuchi als Schwerpunkt des Gebietes ab. Vor allem dank seiner Fischerei- und Meeresprodukte-Industrie behielt Ōtsuchi ein stabiles Wohlstandsniveau bei. Von 1125 Haushalten im Jahr 1888 in dem Gebiet waren 548 – also nahezu die Hälfte – in den Fischhandel verwickelt, was die wesentliche Rolle der Fischerei für die Wirtschaft der Region belegt.
Die heutige Gemeinde entstand am 1. April 1889 während der Reorganisation des japanischen Gemeindewesens aus den Dörfern Ōtsuchi, Kozuchi und Kirikiri. Am 1. April 1955 wurde Ōtsuchi mit dem im Hinterland liegenden Dorf Kanezawa zur neuen Gemeinde Ōtsuchi vereinigt.
Dem Dorf Kiriki wird im Gegensatz zu dem nah am Downtown-Gebiet gelegenen Ando ein ausgeprägter Sinn für die eigene Unabhängigkeit bescheinigt. Bis zum Ende des Zweiten Weltkrieges gehörte Kiriki weder zum Verwaltungsdistrikt der Stadt Ōtsuchi noch zu dessen Fischereiverband. Bevor ein Tunnel gebaut wurde, der Kiriki mit dem Downtown-Gebiet verband, musste man einen Berg überqueren, um in das Dorf zu kommen, was als ein verstärkender Faktor für das Unabhängigkeitsbewusstsein in dem Dorf angesehen werden kann. Die Einwohner Kirikis nennen das Downtowngebiet noch heute „Ōtsuchi“, was deutlich macht, dass sie sich selbst nicht als Bevölkerung von Ōtsuchi betrachten. Anders als bei anderen Dörfern in dem Gebiet besteht der bedeutendste Industriezweig in Kiriki in der Fischerei. Bevor die vier Fischereiverbände im Ōtsuchi-Gebiet zusammengelegt wurden, warb Kiriki damit, dass sein Fischereiverband die meisten Mitglieder und größten Profiten verbuchen konnte.

## Erdbeben- und Tsunamikatastrophen

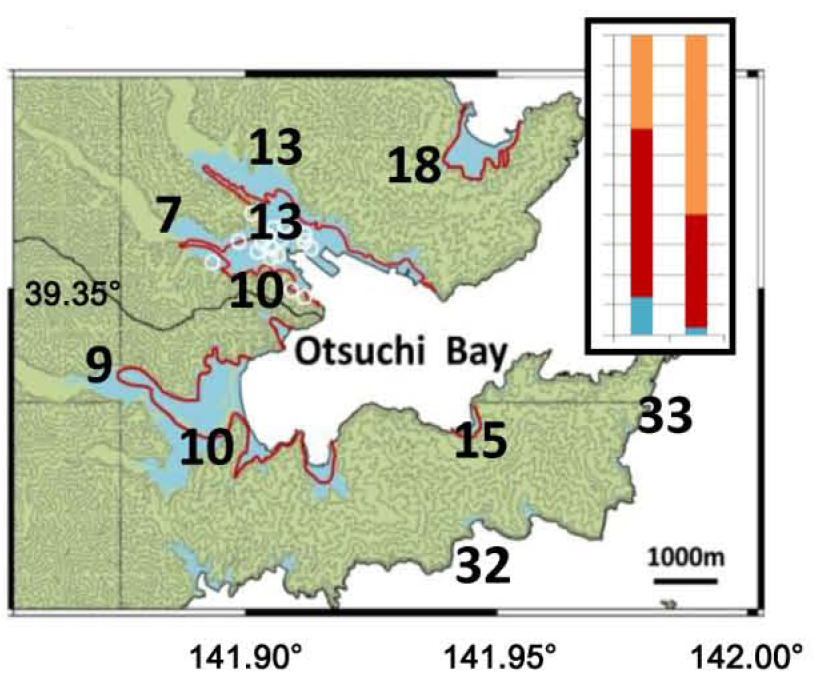
Tsunami in Ōtsuchi:
rot: vorausgesagte Überflutungsgebiete anhand der Vereinigungsmenge dreier Erdbebentypen: der historischen Meiji-Sanriku-oki und Shōwa-Sanriku-oki und des hypothetischen Miyagi-oki
schwarze Zahlen: Überflutungs- oder Auflaufhöhen [m] vom 11. März 2011
blau: Überflutungsgebiete am 11. März 2011
Säulendiagramme: Bevölkerung (links) und Tote (rechts) für die Altersgruppen 0–15 (unten), 16–64 (Mitte) und ≥65 (oben)

| Katastrophenereignis | Völlig zerstörte Häuser | Zahl der Todesopfer | Quelle |
| --- | ----------------------- | ------------------- | ------ |
| Meiji 1896 (Erdbeben und Tsunami) | 684                     | 600                 | [ 7 ]  |
| Shōwa 1933 (Erdbeben und Tsunami) | 483                     | 61                  | [ 7 ]  |
| Chile 1960 (Erdbeben und Tsunami) | 30                      | 0                   | [ 7 ]  |
| Tōhoku 2011 (Erdbeben und Tsunami) | 3677                    | 1229                | [ 7 ]  |
| Anmerkung: Die Zahl der Todesopfer für die Tōhoku-Katastrophe 2011 errechnet sich aus den Gesamtzahlen der Toten und Vermissten des 153. FDMA-Schadensberichts vom 8. März 2016 abzüglich der Zahlenangaben katastrophenbedingter Todesfälle, die von der Wiederaufbaubehörde (Reconstruction Agency, RA) ermittelt wurden. |                         |                     |        |

### Historische Tsunamierfahrungen und Gegenmaßnahmen
Ōtsuchi wird als Teil der Küstenregion von Sanriku häufig von Tsunamis getroffen. In einem Zeitraum von lediglich rund einhundert Jahren erlebte Ōtsuchi mehrere große Tsunamis wie infolge des Meiji-Sanriku-Erdbebens 1896, des Shōwa-Sanriku-Erdbebens 1933 und des Großen Chile-Erdbebens 1960. Von den insgesamt an der Sanriku-Küste 21.959 Toten und Vermissten durch das Meiji-Sanriku-Erdbeben waren 612 Einwohner von Ōtsuchi. Beim Sanriku-Erdbeben von 1933 stammten von insgesamt 3.064 Toten entlang der Sanriku-Küste erneut 62 aus Ōtsuchi.
Die Küstenbewohner, denen die von der Küste drohenden Gefahren sehr bewusst waren, investierten mit enormem Aufwand an Zeit und Geld in den Bau von Seawalls, siedelten mit ihren Häusern auf höheres Terrain um und versuchten allgemein sicherzustellen, vor Tsunamis geschützt zu sein.
Im 20. Jahrhundert erlebte Ōtsuchi jedoch ein rapides Bevölkerungswachstum. Von rund 9.500 Menschen im Jahr 1925 wuchs die Einwohnerzahl bis 1950 auf 15.000 und erreichte 1980 mit 21.300 einen Höhepunkt. Während die räumliche Beschränkung des Ortes zwischen den sehr nahe an die Küste reichenden Bergen in der Jōmon- oder in der Edo-Zeit, als die Bevölkerung des Ortes noch begrenzt war, vermutlich nicht problematisch war, begannen die Menschen in Ōtsuchi in der Zeit des Bevölkerungszuwachses und der wirtschaftlichen Entwicklung Japans nach dem Zweiten Weltkrieg mit der Landgewinnung, um Platz zum Leben für neue Einwohner und einen mit Beton ausgebauten Hafen zu schaffen. Der größte Teil dieses neu gewonnenen Landes lag auf Höhe des Meeresspiegels. Selbst die leicht erhabenen Gebiete, auf denen beispielsweise das Rathaus errichtet wurde, lagen lediglich 2 oder 3 Meter über dem Meeresspiegel. Dies sollte später dazu beitragen, dass der Verlust an Menschenleben in Ōtsuchi während des Tōhoku-Tsunamis 2011 so hoch ausfiel.
Als besondere Form des Gedenkens der Opfer einer Tsunamikatastrophe wurde in Ōtsuchi ein Windtelefon etabliert.

### Tōhoku-Erdbeben 2011

#### Ausmaß von Tsunami und Schäden
Der von dem Tōhoku-Erdbeben am 11. März 2011 ausgelöste Tsunami beschädigte das Gebiet von Ōtsuchi schwer. Das Küstenareal wurde vollständig zerstört. Der Tsunami zerstörte den Wellenbrecherdamm und drang entlang der Flüsse Ōtsuchi und Kotsuchi in das Landesinnere vor. Die wasserbaulichen Verbauungen und Dämme wurden während der Überflutung vollständig überspült. Außerhalb der Bucht betrug die Überflutungs-/Auflaufhöhe des Tsunamis anfänglich 17 m, und der Tsunami trat direkt und ohne bedeutenden Verlust an Energie in die Ōtsuchi-Bucht ein. In der Nähe des Hafens von Ōtsuchi überschritt die Überflutungshöhe 10 m, während die maximale Auflaufhöhe in Ōtsuchi 18,1 m erreichte. Anderen Angaben zufolge hatte der Tsunami in Ōtsuchi eine Überflutungshöhe von 12,6 m und überflutete 4 Quadratkilometer und 52 Prozent der Fläche in den Wohngebieten. Im Überflutungsgebiet lebten 78,2 % der 15.293 Einwohner von Ōtsuchi.
Die Zahl der völlig zerstörten Wohngebäude wird auf 3579, die der teilweise zerstörten auf 588 beziffert. Das entspricht über der Hälfte der 6.100 Häuser. In der Nähe des Küstengebietes blieben keine Häuser oder Gebäude erhalten. Zwei mehrstöckige Stahlbetonbauten wurden in Ōtsuchi vom Tsunami umgeworfen. Rund 60 % der Einwohner Ōtsuchis verloren ihre Häuser. Das einzige Krankenhaus und alle sieben Kliniken der Stadt wurden vom Tsunami beschädigt. Ōtsuchi gehörte wie Yamada, Noda und Rikuzentakata zu den Städten der Präfektur Iwate, in der die meisten medizinischen Einrichtungen ihre Funktionalität einbüßten.
Das Foto des auf einem Hausdach gestrandeten Ausflugsschiffes Hamayuri (はまゆり) ging um die Welt. Der mit 200 Sitzen ausgestattete 109-Tonnen-High-Speed-Ausflugskatamaran im Besitz der Stadt Kamaishi war ehemals für Kreuzfahrten zur Insel Sangan (三貫島) und mit Aussicht auf die Bucht von Kamaishi verwendet worden. Am Tag der Katastrophe befand sich die Hamayuri in der Iwate-Werft in Akahama zur turnusmäßigen Überprüfung, wurde vom Tsunami fortgespült und von der zweiten Welle landeinwärts über das Sperrwerk getragen, bis sie rund 150 m nördlich der Werft nahezu unbeschadet auf dem Dach eines zweigeschossigen Gasthauses aufstrandete. Um an die Katastrophe zu erinnern, sammelte die Stadt Ōtsuchi Beiträge aus der Öffentlichkeit für die Restaurierung der Hamayuri und den Bau eines Gedenkparks als Platz für das Gebet für die Katastrophenopfer. Mit der Begründung, dass das Schiff in Gefahr sei herabzustürzen, traf die Stadt Kamaishi die Entscheidung zur Verschrottung des Schiffes. Es wurde am 10. Mai 2011 per Kran zu Boden niedergelassen und am folgenden Tag verschrottet.
Das zentrale Einkaufsviertel von Ōtsuchi mit dem Rathaus und dem Hauptbahnhof in seinem Zentrum ist den Einheimischen als „Innenstadt“ (machikata) bekannt. In diesem Downtown-Gebiet wurden 1.422 der 1.853 Häuser, dies entspricht rund 80 %, vollständig oder zur Hälfte zerstört. Sämtliche wichtige Einrichtungen in Ōtsuchi wurden zerstört, darunter das Rathaus, die Polizeiwache, die Feuerwache, die Krankenhäuser, die Bibliothek, die Hauptgeschäftsstraßen und das Einkaufszentrum. Mit dem Rathaus wurden auch die dort befindlichen Computer und Unterlagen zerstört. Wie ein Großteil Ōtsuchis wurde das Rathaus außer Dienst gestellt.
Der Tsunami verursachte umfassende Brandschäden, indem Propangasflaschen und die Überbleibsel der zerstörten Häuser in Brand gerieten. Die Brände hielten drei Tage an und beschränkten sich nicht allein auf die Trümmer und Häuser in dem Gebiet, sondern breiteten sich auch in den Wäldern der umliegenden Hügel aus, so dass es unmöglich wurde sie zu löschen. Dies erschwerte externen Rettungsteams außerordentlich stark das Betreten der Region, so dass viele der Dörfer und Evakuierungszentren im Gebiet von Ōtsuchi für einige Tage völlig abgeschnitten von der Außenwelt waren.

#### Opfer
Die Isolation vieler Orte in Ōtsuchi durch die den Zugang für Rettungsteams von außen versperrenden Brände machte die Überprüfung der Sicherheit der Einwohner Ōtsuchis unmöglich, so dass Zeitungen und andere Medienquellen den Status der gesamten Bevölkerung Ōtsuchis (über 10.000 Menschen) fünf Tage nach dem Tsunami als „unbekannt“ eingestuft berichteten.
Die Brand- und Katastrophenschutzbehörde meldete in ihrem Schadensbericht vom 19. Mai 766 Tote und 952 Vermisste. Die Zahl der Toten erhöhte sich in der späteren Schadenserfassung auf 855, während noch 419 Menschen vermisst wurden.
Der Anteil der Opfer in Ōtsuchi betrug je nach Datengrundlage zwischen 8 und 10 Prozent der Bevölkerung. Gemessen an der Gesamtbevölkerung Ōtsuchis, die bei der Volkszählung von 2010 mit 15.276 angegeben worden war, betrug die Opferrate durch die Katastrophe von 2011 8,3 %, wenn alle in dem 157. FDMA-Schadensbericht vom 7. März 2018 registrierten Toten und Vermissten berücksichtigt werden beziehungsweise 8,05 %, wenn die in dem 153. FDMA-Schadensbericht vom 8. März 2016 registrierten Opfer (854 Tote und 423 Vermisste) abzüglich der von der Wiederaufbaubehörde (Reconstruction Agency, RA) gemeldeten katastrophenbedingten Todesfälle berücksichtigt werden, wodurch sich eine Zahl von 1.229 Toten und Vermissten ergibt. Mit der gleichen Datengrundlage, aber allein auf das Überflutungsgebiet des Tsunamis in Ōtsuchi bezogen, ergab sich eine Opferquote von 10,31 %.
Laut statistischer Angaben der Stadt hatte das Downtown-Gebiet machikata 343 Tote und weitere 325 Vermisste zu beklagen, was einem Verlust von 15 % seiner ursprünglichen Einwohnerzahl von 4.483 Menschen entspricht.

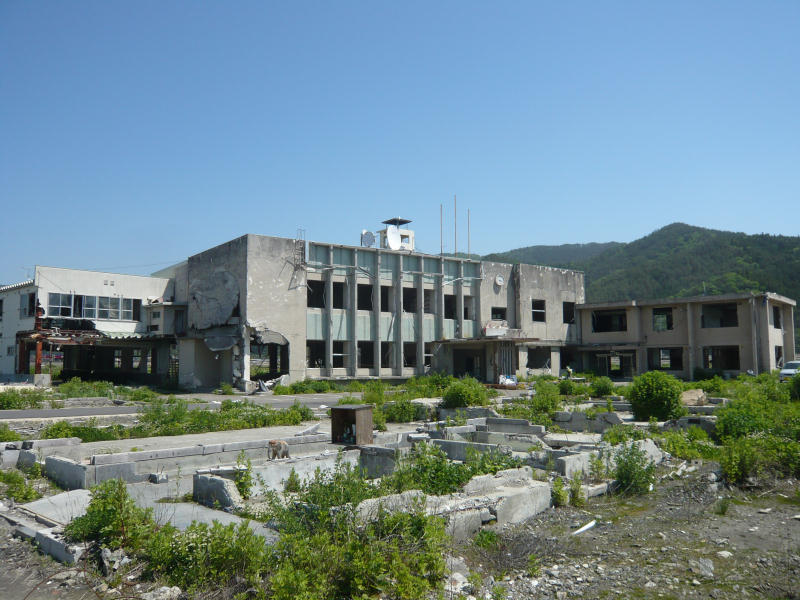
Zerstörtes Rathaus von Ōtsuchi, vor dem auch der Bürgermeister vom Tsunami erfasst wurde (Foto: 13. Juni 2013)

Unmittelbar nach dem Erdbeben hatten die wichtigsten Mitglieder der im Rathaus arbeitenden Stadtamtangestellten Tische auf den Platz vor dem Rathaus für ein Treffen des Katastrophenschutzkomitees aufgestellt, um über das Risiko zu beraten, dass das alte und etwas heruntergekommene Rathaus nach dem Erdbeben einstürzen könne. Etwa zu Beginn des Treffens traf die erste Tsunamiwelle ein, die viele der hochrangigen Stadtamtvertreter mit sich riss, darunter auch den Bürgermeister, der wie andere versuchte, sich auf das Dach des Rathauses zu flüchten. Auch die in dem Rathaus arbeitenden Personen gerieten unter die Fluten. Rund 40 Menschen fielen dem Tsunami zum Opfer. Neben ihrem Bürgermeister, der sich zum Zeitpunkt des Tsunamis vor dem Rathaus aufhielt und die Katastrophenschutzmaßnahmen leitete, verlor die Stadt im Tsunami auch 31, 32 oder 39 andere ihrer insgesamt 139 oder 146 kommunalen Angestellten, darunter sieben leitende Angestellte. Es kam zu Kontroversen darüber, ob das Rathaus in Kamicho als Katastrophenruine erhalten oder abgerissen werden soll. Der Abriss von Teilen des Rathauses begann Anfang Juni 2016.
Die im Dorf Kiriki verzeichneten Schäden waren die geringsten aller vom Tsunami getroffenen Dörfer in Ōtsuchi. 414 Häuser in Kiriki wurden völlig oder teilweise zerstört und von den 2.475 Einwohnern in 954 Haushalten, die Kiriki vor dem Tsunami hatte, wurden 100 als tot oder vermisst registriert. Damit lag der Anteil der Bürger Kirikis, die ihr Leben verloren hatten, mit etwa 4 % deutlich niedriger als im Downtowngebiet von Ōtsuchi (mit 15 %) und anderen Küstendörfern wie Ando und Akahama (mit 10 bis 11 %). Diese statistischen Ergebnisse lassen vermuten, dass die mit der Gefahr von Tsunamis gut vertrauten Einwohner Kirikis schneller evakuierten als Einwohner anderer Orte in Ōtsuchi.

#### Evakuierung
Die Anzahl der Menschen, die ihre Häuser verloren und Zuflucht in einem der 38 Evakuierungszentren der Stadt suchten, erreichte mit 6.200 ihren höchsten Stand. Zusammen machten Opfer und Flüchtlinge etwa 50 % der Gesamtbevölkerung von Ōtsuchi aus.
Die Grundschule Ōtsuchi der Stadt Ōtsuchi an der Haupt- und Einkaufsstraße war ein ausgewiesenes Evakuierungsgebäude. Daher wurde nicht erwartet, dass der Tsunami bis zur Schule vordringen würde, und viele Menschen blieben im Schulhof, teilweise in ihren Kraftfahrzeugen sitzend, anstatt höheres Terrain auf dem in der Nähe der Schule befindlichen Hügel aufzusuchen. Der Tsunami überspülte den gesamten Schulhof und riss Fahrzeuge und Menschen mit sich mit.

Galerie: Verwüstungen in Ōtsuchi nach dem Erdbeben und Tsunami vom 11. März 2011:
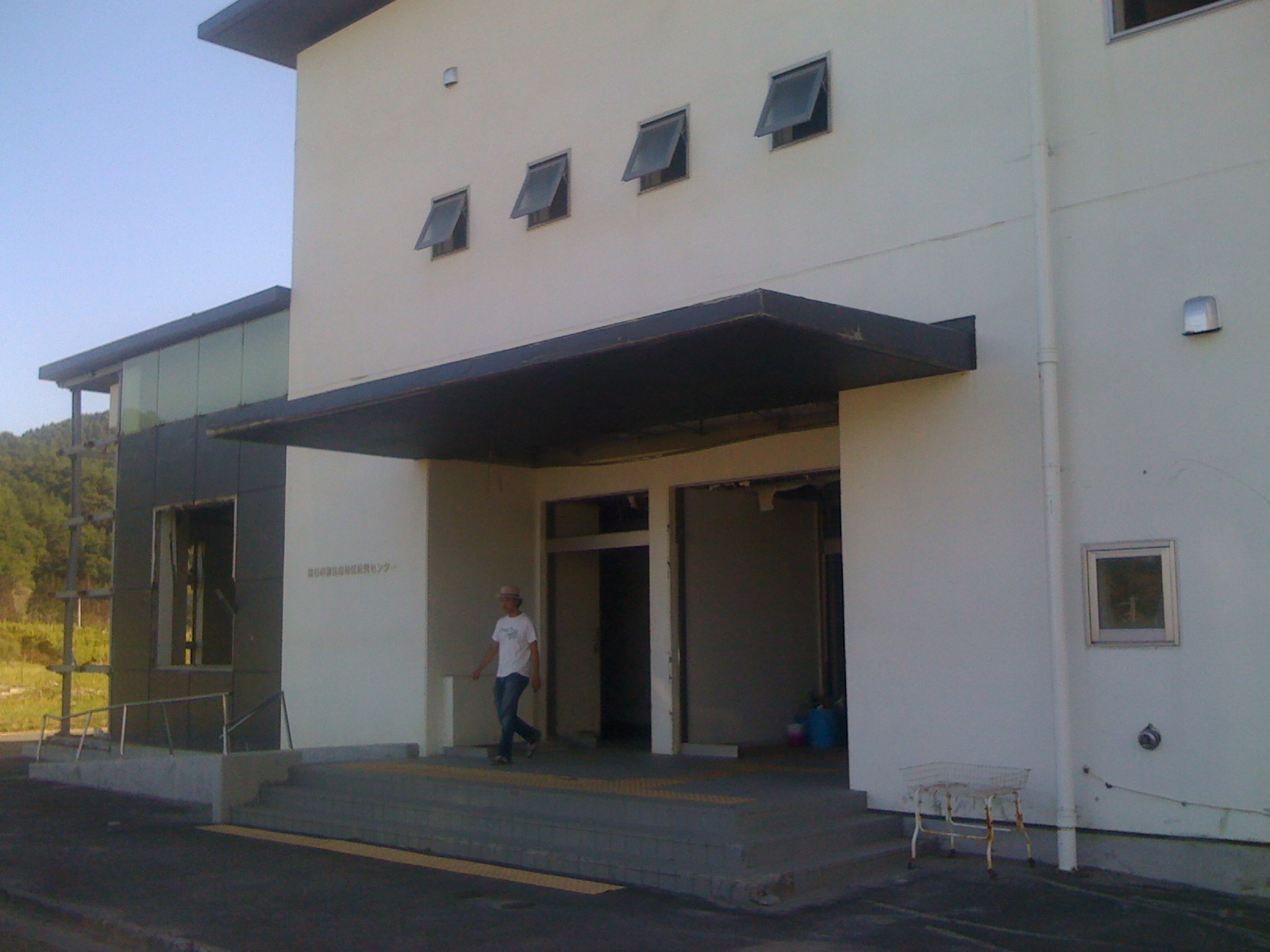
Ruine der Feuerwache von Ōtsuchi (Foto: 1. September 2012)
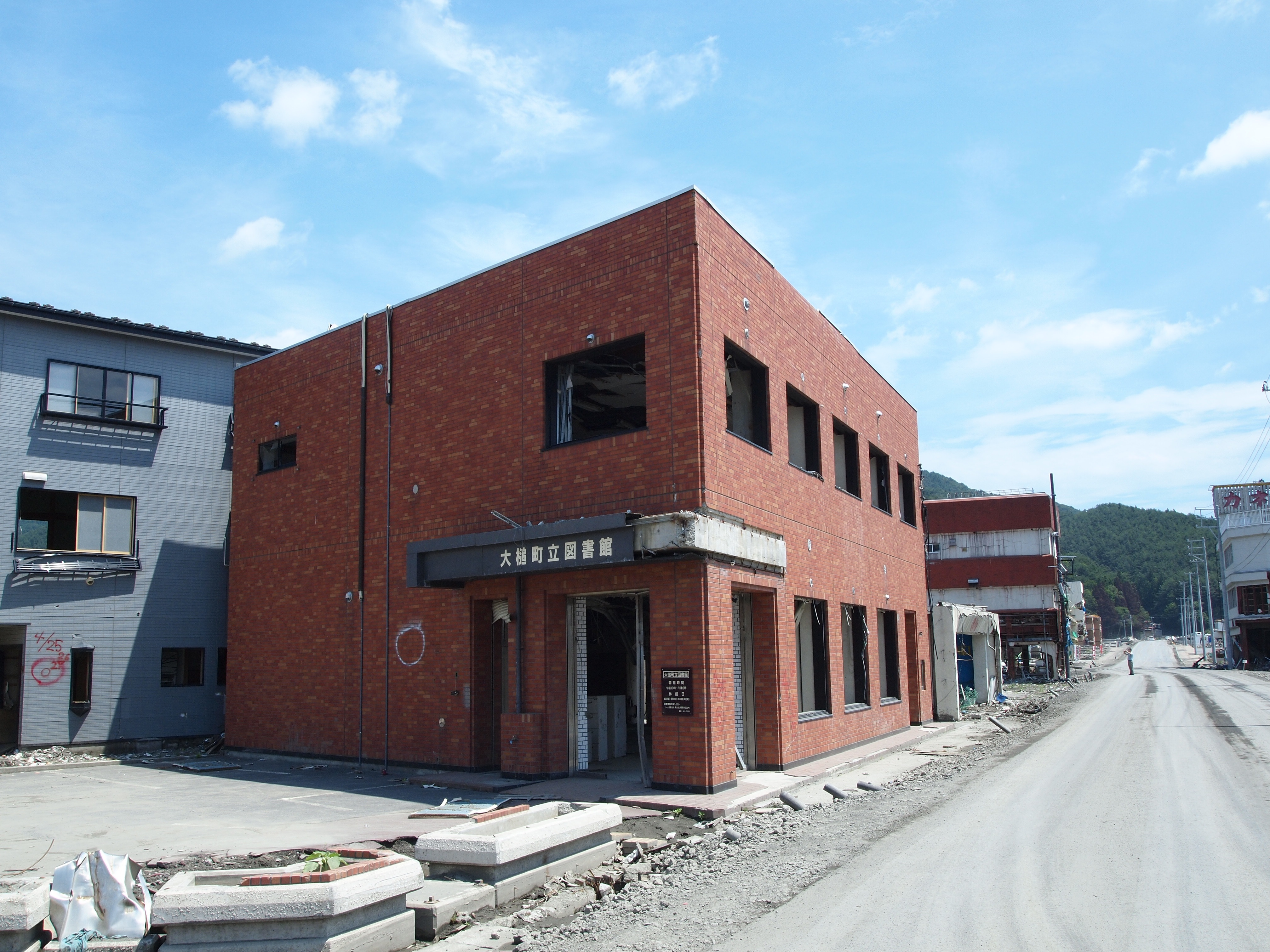
Stadtbibliothek Ōtsuchi (Foto: 9. Juli 2011)
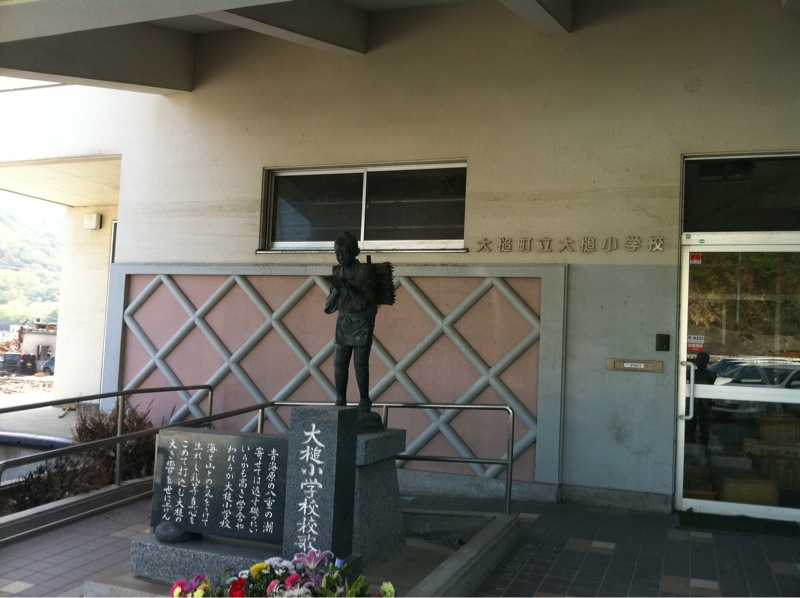
Grundschule Ōtsuchi der Stadt Ōtsuchi nach der Tsunamikatastrophe (大槌町立大槌小学校) (Foto: 13. Mai 2011)
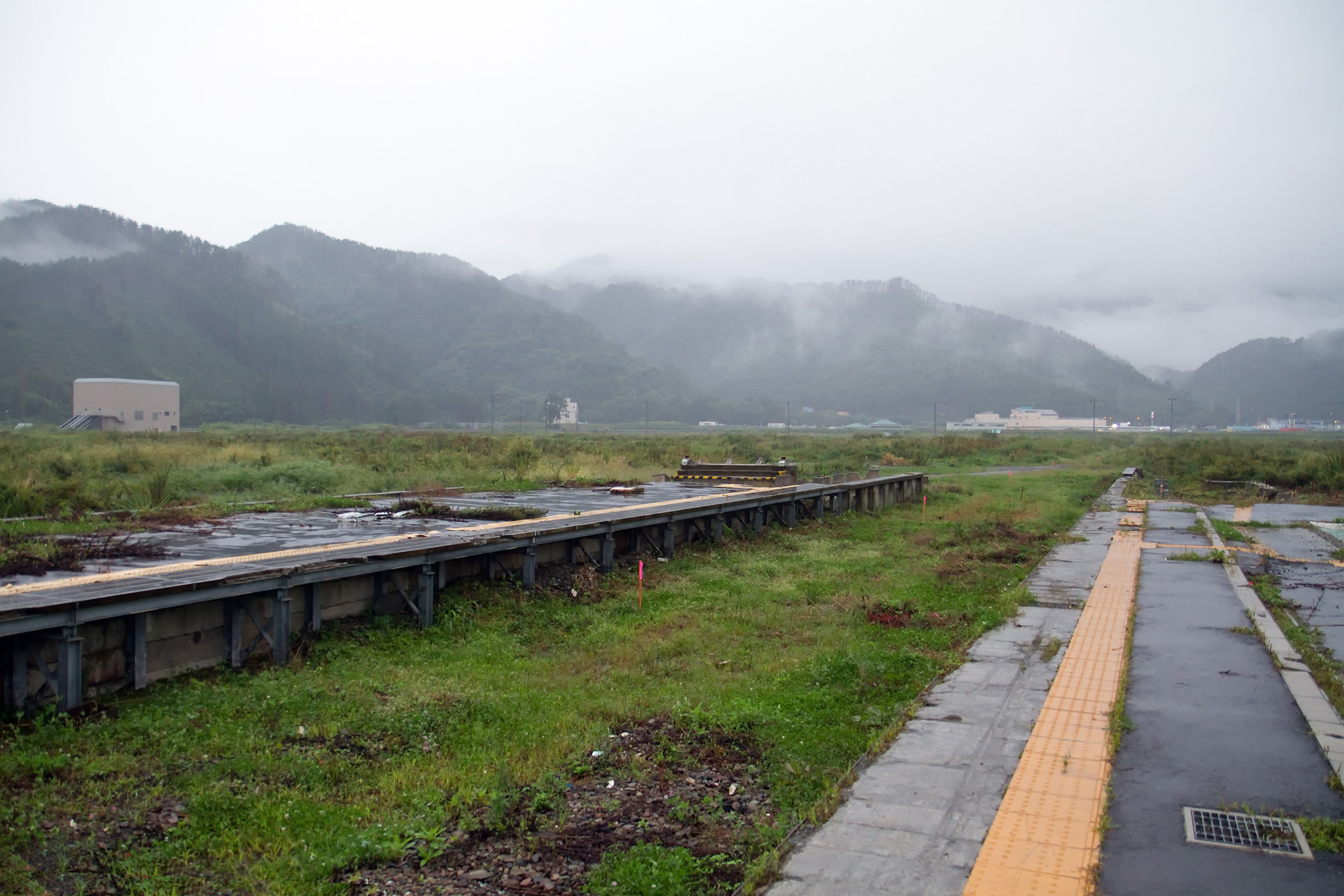
Bahnhofsgelände der Station Ōtsuchi (大槌駅), Jahre nach der Katastrophe (Foto: 15. September 2013)

#### Wiederaufbau
Der Tod des Bürgermeisters und seiner Mitarbeiter führte dazu, dass der Wiederaufbauprozess in Ōtsuchi langsamer als an anderen Orten verlief. Es vergingen fünf Monate, bis die Stadt wieder einen Bürgermeister erhielt.
In Ōtsuchi wurden alle Anlagen und die gesamte Ausstattung des örtlichen Fischereiverbandes beschädigt. Auch Monate nach der Katastrophe waren die wirtschaftlichen Aktivitäten dieses Sektors nicht wieder in Gang gekommen.

## Verkehr
Wichtigste Fernstraße ist die Nationalstraße 45 nach Sendai oder Aomori. Weitere sind die Präfekturstraßen 26, 145, 231 und 280.
Die Stadt ist über die JR Yamada-Linie nach Bahnhof Morioka in Morioka oder Kamaishi an das Schienennetz angeschlossen. Haltestellen sind Namiitakaigan (浪板海岸駅, -eki), Kirikiri (吉里吉里駅, -eki) und Ōtsuchi (大槌駅, -eki).

## Bildung
In Ōtsuchi liegen die Grundschulen (大槌町立X小学校, Ōtsuchi-chōritsu X shōgakkō) Ōtsuchi, Ando, Kirikiri, Kozuchi, Akahama, Kanezawa und Ōtsuchi-Kita („Ōtsuchi-Nord“), die Mittelschulen (大槌町立X中学校, Ōtsuchi-chōritsu X chūgakkō) Ōtsuchi und Kirikiri, sowie die präfekturale Oberschule Ōtsuchi (岩手県立大槌高等学校, Iwate-kenritsu Ōtsuchi kōtō gakkō).

## Städtepartnerschaften

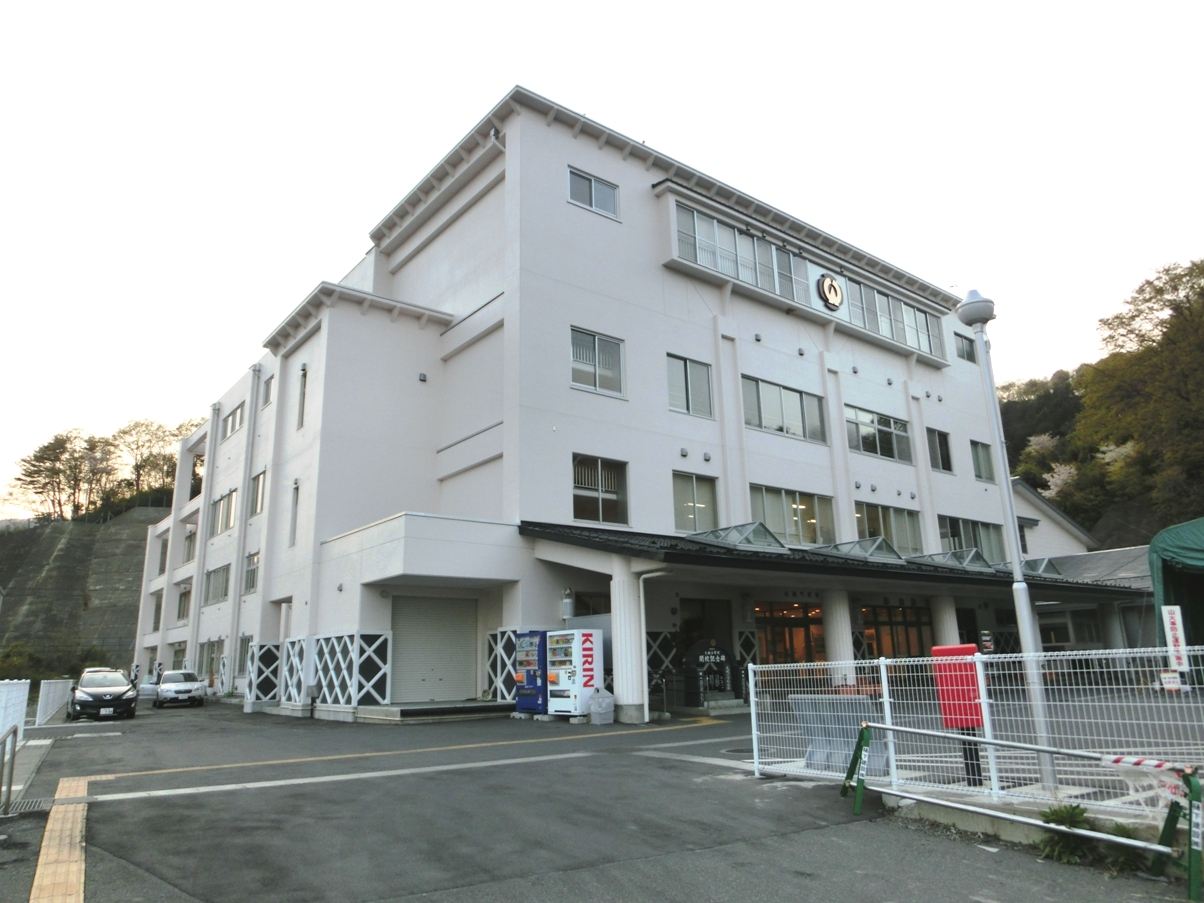
Shinmachi-Halle, Kamimachi, Otsuchi-machi, Kamimei-gun, Präfektur Iwate

Ōtsuchi ist seit dem 15. Oktober 2005 Schwesterstadt mit dem kalifornischen Fort Bragg.